# 塔尔·本哈伊姆
塔尔·本哈伊姆（英語：Tal Ben-Haim，1982年3月11日—）是一名以色列足球運動員，可擔任中衛及右後衛，現時效力以色列足球超级联赛球隊耶路撒冷比達。他也是以色列國家隊的成員。

## 生平

### 球會
特拉维夫马卡比
本哈伊姆出身於以色列球會特拉维夫马卡比，1998年從球會的预备队開始漸露頭角，然而從2000年至2002年，他需要服兵役為國效力，直至兵役完滿重新歸隊，才正式打上主力的位置，並帶領特拉维夫马卡比贏得2002至2003年度球季以色列足球超級聯賽冠軍。
保頓
2004年夏季，本哈伊姆在英超球隊博尔顿經過兩星期的試訓後，簽約三年，外間相信轉會費用只是15萬英鎊。首季就交出27場出場入1球的成績，成功確保了自己隊內的位置。2005年10月份，隨球隊出戰欧洲联盟杯的賽事中，本哈伊姆首次戴上隊長臂章出戰並得到高度的評價。他在後防線上出色而全面的表現吸引了眾多球會的目光，當中包括切尔西、韋斯咸及熱刺等球會均表示了對本哈伊姆的興趣。
車路士
2007年1月，博尔顿未能就本哈伊姆
轉會切尔西的交易達成最終確認。結果，直到2006-07年度球季结束，本哈伊姆和球會的合約完滿，才以博斯曼法案自由轉會的方式加盟切尔西。他在英格蘭社區盾首次代表車路士出戰曼聯。在季前，他獲得不少上陣機會。可是，隨其他球員的康復，他淪為球隊的第四中堅。在2008年4月，他跟同是以色列人的車路士領隊展開罵戰，表示如果他當初知道格蘭會接任領隊，他就不會加盟。
曼城
由於未能在切尔西掙得正選席位，於2008年7月30日轉投曼城，轉會費沒有透露，估計約6萬鎊，簽約四年。他再次穿下加盟車路士前一直穿的26號球衣。於2008/09年上半季在聯賽僅獲派9次上陣。在2009年2月1日被外借到新特蘭直到餘下球季結束。
樸茨茅夫
2009/10年球季曼城簽入多員後防球員後，賓希姆於2009年9月1日轉投同線球會樸茨茅夫，簽約四年。隨著球隊於季後降班英冠及陷於財困，賓希姆於2010年8月3日獲外借到前樸茨茅夫領隊艾林·格蘭執教的韋斯咸，為期5個月。9月18日在開季連敗四仗的韋斯咸准許領隊格蘭及賓希姆參加贖罪日而缺席對史篤城的賽事。
女皇公園巡遊者
2013年1月4日，賓希姆以短期合同的形式加盟女王公园巡游者队。

## 外部連結
- 足球数据库：賓希姆的球员统计数据
- 賓希姆個人網頁
- Uri Geller online
- Goal.com 介紹